# Frieda Mikola
Frieda Mikola (* 6. Dezember 1881 in Graz; † 19. Januar 1958 ebenda) war Lehrerin und österreichische Politikerin der Österreichischen Volkspartei (ÖVP).

## Ausbildung und Beruf
Nach dem Besuch der Volks- und Bürgerschule ging sie an eine Fortbildungsschule und erlangte das Lehrerinnendiplom am Pädagogium in Wien.

## Politische Funktionen
- Vorstandsmitglied der Internationalen Katholischen Jugendliga
- Vorstandsmitglied der Internationalen Katholischen Frauenliga
- Präsidentin des Reichsverbandes Katholischer Mädchenvereine Österreichs
- Vorstandsmitglied der Katholischen Reichsfrauenorganisation Österreichs

## Politische Mandate
- 1921–1934: Abgeordnete zum Steiermärkischen Landtag
- 19. Dezember 1945 bis 8. November 1949: Abgeordnete zum Nationalrat (V. Gesetzgebungsperiode), ÖVP